# Биткино
Биткино — деревня в Артинском городском округе Свердловской области. Входит в состав Азигуловского сельского совета.

## География
Населённый пункт расположен на левом берегу реки Бардым в 23 км на северо-запад от посёлка городского типа Арти — административного центра района. Расстояние до Екатеринбурга — 150 километров.

### Часовой пояс
Биткино, как и вся Свердловская область, находится в часовой зоне МСК+2. Смещение применяемого времени относительно UTC составляет +5:00.

## Население
| 2002 | 2010 | 2021 |
| ---- | ---- | ---- |
| 219  | ↘183 | ↘150 |

## Инфраструктура
Деревня разделена на три улицы: Набережная, Советская, Ясная.